# رایونگ (شهر)
رایونگ (به لاتین: Rayong) یک منطقهٔ مسکونی در تایلند است که در Mueang Rayong واقع شده‌است. رایونگ ۱۶٫۹۵ کیلومتر مربع مساحت و ۶۴٬۲۵۶ نفر جمعیت دارد.